# Третья Империя. Россия, которая должна быть
«Третья Империя. Россия, которая должна быть» — роман Михаила Зиновьевича Юрьева (написан в 2007 году); политическая фантастика, написанная в жанре утопии (по мнению критиков — антиутопия) и ставшая произведением альтернативной истории.

## Сюжет
Повествование ведется в виде трактата по истории и описания устройства альтернативной постсоветской России до середины XXI века, написанного латиноамериканцем, живущим в 2054 году. По сюжету, возрождающуюся как империю авторитарно управляемую Россию в начале XXI века возглавлял Владимир II Восстановитель, что является ссылкой-аллюзией на президентство В.В.Путина, за которым с 2012 года главой тоталитарно-диктаторского режима стал император Гавриил I Великий, объявивший страну автаркичной теократичной империей и установивший опричнину.
К 2053 году в результате серии глобальных войн и передела политической карты мира осталось только пять государств, каждое из которых, являясь сверхдержавой, представляет собой особый тип цивилизации. Одержавшая победу над США в 2019 году экспансионистская Россия, включившая в свой состав все территории бывшего СССР кроме Узбекистана и Туркмении, а также всю Европу, Турцию, Израиль, Палестину, Иорданию, Гренландию (а также имеющая поселения на Марсе, Луне, спутниках Юпитера и пять столиц в Москве, Санкт-Петербурге, Берлине, Алма-Ате, Гавриловске-Красноярске) — одна из этих пяти сверхдержав наряду с Американской Федерацией (оба континента Америки), Исламским Халифатом (Ближний Восток, Индонезия, Африка), Индийской Конфедерацией (Индия, Непал, Бангладеш, Шри-Ланка, Мьянма) и Поднебесной Республикой (Китай, Юго-Восточная Азия кроме Индонезии, Япония, Корея, Монголия, Австралия, Океания).

## Критика
В связи с некоторыми совпадениями начала романа с имевшими место после выхода книги установлением российского контроля над Южной Осетией и Абхазией, аннексией Крыма Россией и последующей войной в Восточной Украине, а также созданием Евразийского союза (в книге — временный Российский Союз) и провозглашением экономической политики импортозамещения, некоторыми критиками[кем?] произведение было названо «любимой книгой Кремля» и было заявлено, что руководство России было ознакомлено с книгой и попыталось реализовать её сюжет.